# Coniopteryx (Xeroconiopteryx) qiongana
Coniopteryx (Xeroconiopteryx) qiongana is een insect uit de familie van de dwerggaasvliegen (Coniopterygidae), die tot de orde netvleugeligen (Neuroptera) behoort. 
Coniopteryx (Xeroconiopteryx) qiongana is voor het eerst wetenschappelijk beschreven door Z.-q. Liu & C.-k. Yang in 2002.